# Mănăstirea Cămârzani
Mănăstirea Cămârzani este o mănăstire de maici amplasată în satul Cămârzani (din comuna Vadu Moldovei), la o distanță de circa 7 kilometri de orașul Fălticeni. Aici a fost construită o biserică în cea de-a doua jumătate a secolului al XIX-lea, de către boierul Morțun, pe proprietatea sa.
Devenită schit după cel de-al doilea război mondial și apoi redusă la rangul de biserică parohială, a fost redeschisă în anul 1992 ca mănăstire de maici.

## Istoricul fondării
În anul 1863, boierul Emanoil Morțun a construit o biserică de mir pe moșia sa din satul Cămârzani (din comuna Vadu Moldovei), în incinta conacului. Biserica construită a avut hramul Sfântului Gheorghe și era lăcaș de închinare doar pentru familia boierească. În partea de nord a bisericii se află astăzi mormântul ctitorului și al altor membri ai familiei sale.
După cel de-al doilea război mondial, în anul 1947, moșia boierească a fost expropriată, iar terenurile au fost împărțite veteranilor din cel de-al doilea război mondial. Biserica a devenită filială a bisericii din Ciumulești-Gane, preot pe atunci fiind Gheorghe Baltag. La rugămintea preotului, aici a fost înființat un schit de călugări, care a aparținut din punct de vedere administrativ de mănăstirile Neamț, Slatina și Râșca. Primul egumen al schitului a fost ieromonahul Natan, căruia i-au urmat ieromonahii: Iosif Gabor, Antonie Creptone, Varnava, Damaschin, Crescent și Iliodor.
Schitul și-a încetat existența ca urmare a Decretului nr. 410/1959, biserica schitului devenind biserică de mir, afiliată din nou parohiei din Ciumulești-Gane. Ca preot a rămas protosinghelul Vichentie Bobeică, angajat pe post de paznic.

## Redeschiderea ca mănăstire

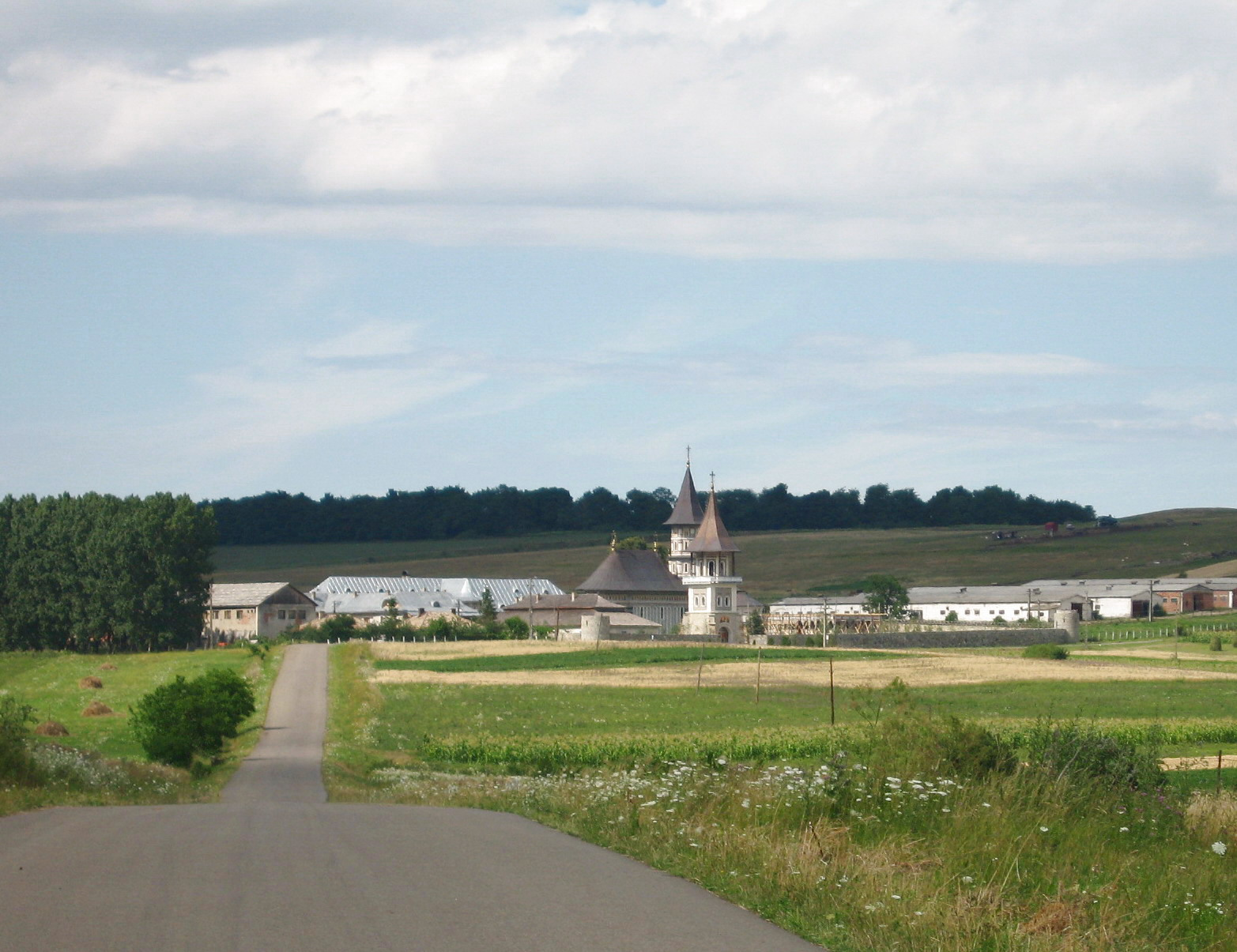
Mănăstirea Cămârzani.

În anul 1992, ca urmare a strădaniilor PS Gherasim Putneanul, episcop-vicar al Arhiepiscopiei Sucevei și Rădăuților și om al acestor locuri, fostul schit a fost redeschis ca mănăstire de maici. A fost construit un paraclis închinat Sfântului Mina, sfințit în același an, apoi, la 22 decembrie 1992, a avut loc sfințirea întregului complex mănăstiresc.
Începând din acea dată, s-a instalat aici primul sobor de maici, care au venit de la Mănăstirea Teodoreni din cartierul sucevean Burdujeni, împreună cu maica stareță Teodora Marinescu. Maicile au inventarul de la ultimul egumen al schitului, protosinghelul Vichentie Bobeică. La început, obștea mănăstirii era formată din 12 maici.
Inițial, complexul mănăstiresc era format din doar câteva chilii construite de protosinghelul Vichentie Bobeică, adăpostite într-o clădire de lângă biserică. Astăzi, în această clădire se află stăreția, câteva chilii și paraclisul. În anii următori, a avut loc o campanie de construcții și îmbunătățiri. În anul 1994, au fost cumpărate mai multe clădiri de la societatea Pomifal Fălticeni (IAS Cămârzani), care au fost modificate în spiritul arhitecturii tradiționale românești. Apoi, Mănăstirii Cămârzani i-au fost retrocedate 10 din cele 12 hectare de teren, iar în perioada 1999-2000 au fost înființate mai multe ateliere: de sculptură, pictură, croitorie și tricotaj.
În anul 2000, sub îndrumarea directă a PS Gherasim Putneanul, s-a început construcția bisericii noi, în stilul tradițional moldovenesc. Dorind să transforme mănăstirea într-un centru de spiritualitate ortodoxă și de cultură românească, PS Gherasim a pus bazele unui bogat muzeu, care adăpostește, pe lângă colecțiile arheologice, etnografice, numismatice, meșteșugărești, realizate de prof. Virginia Bârleanu și aduse aici de la școala veche din comuna Vadu Moldovei și multe icoane din lemn, obiecte de cult, cărți și veșminte liturgice. S-a deschis și o bibliotecă, unde au fost adăpostite valoroase colecții de carte, reviste și manuscrise.

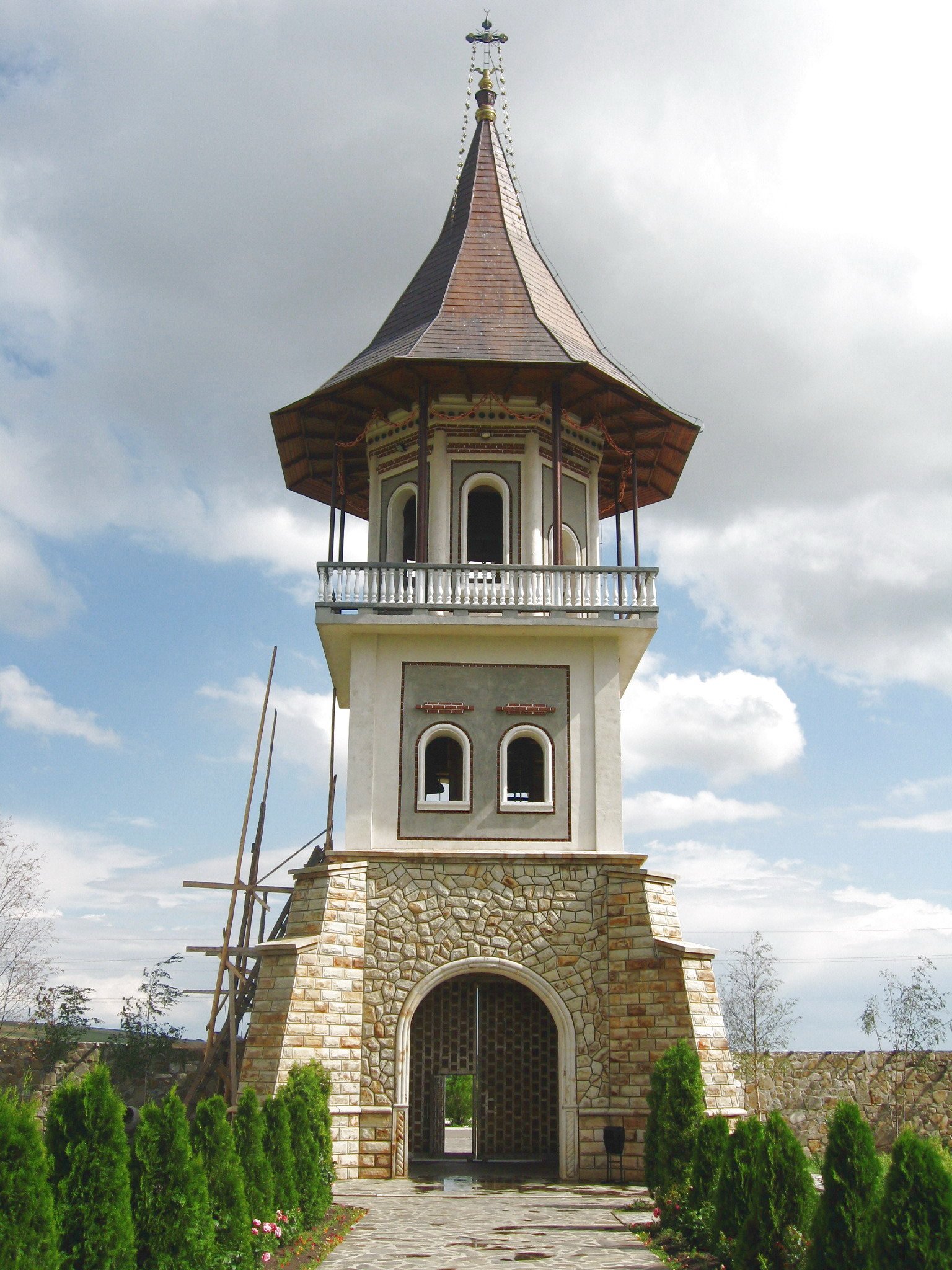
Turnul-clopotniţă

Biserica este de proporții monumentale, fiind construită din cărămidă. Planul bisericii este dreptunghiular, iar turla are formă piramidală. Altarul este de formă semicirculară, în părțile laterale fiind dispuse câte o nișă pentru proscomidie și pentru diaconic. Catapeteasma este un element de o mare valoare artistică, fiind înaltă până la arca prin care se susține bolta naosului și altarului. Icoanele au fost pictate în ulei pe lemn de tei. S-a construit apoi un zid de incintă prevăzut cu turn-clopotniță la intrare și mai multe corpuri de chilii.
Până în prezent s-a succedat un număr de 6 preoți duhovnici. La data de 13 mai 1999, a fost numită ca stareță monahia Maria Deac. Astăzi, viețuiesc în cadrul mănăstirii, circa 90 de maici. Hramul mănăstirii este praznicul Sfântului Gheorghe, sărbătorit în fiecare an la data de 23 aprilie.
După ce se retrăsese la Mănăstirea Cămârzani în ultimele luni de viață, ca urmare a problemelor de sănătate, fiind bolnav de pancreatită, episcopul Gherasim Putneanul a trecut la Domnul la vârsta de 80 de ani, la data de 6 decembrie 2004. A fost înmormântat trei zile mai târziu în curtea Mănăstirii Cămârzani, potrivit dorinței proprii a episcopului, lângă mormintele familiei boierilor Morțun, ctitorii Mănăstirii. Slujba de înmormântare a fost oficiată de către un sobor numeros de ierarhi și clerici, în frunte cu Mitropolitul Daniel Ciobotea al Moldovei și Bucovinei, alături de Arhiepiscopul Sucevei și Rădăuților, IPS Pimen Zainea și de PS Calinic Botoșăneanul, Episcop-Vicar al Arhiepiscopiei Iașilor.

## Fotogalerie

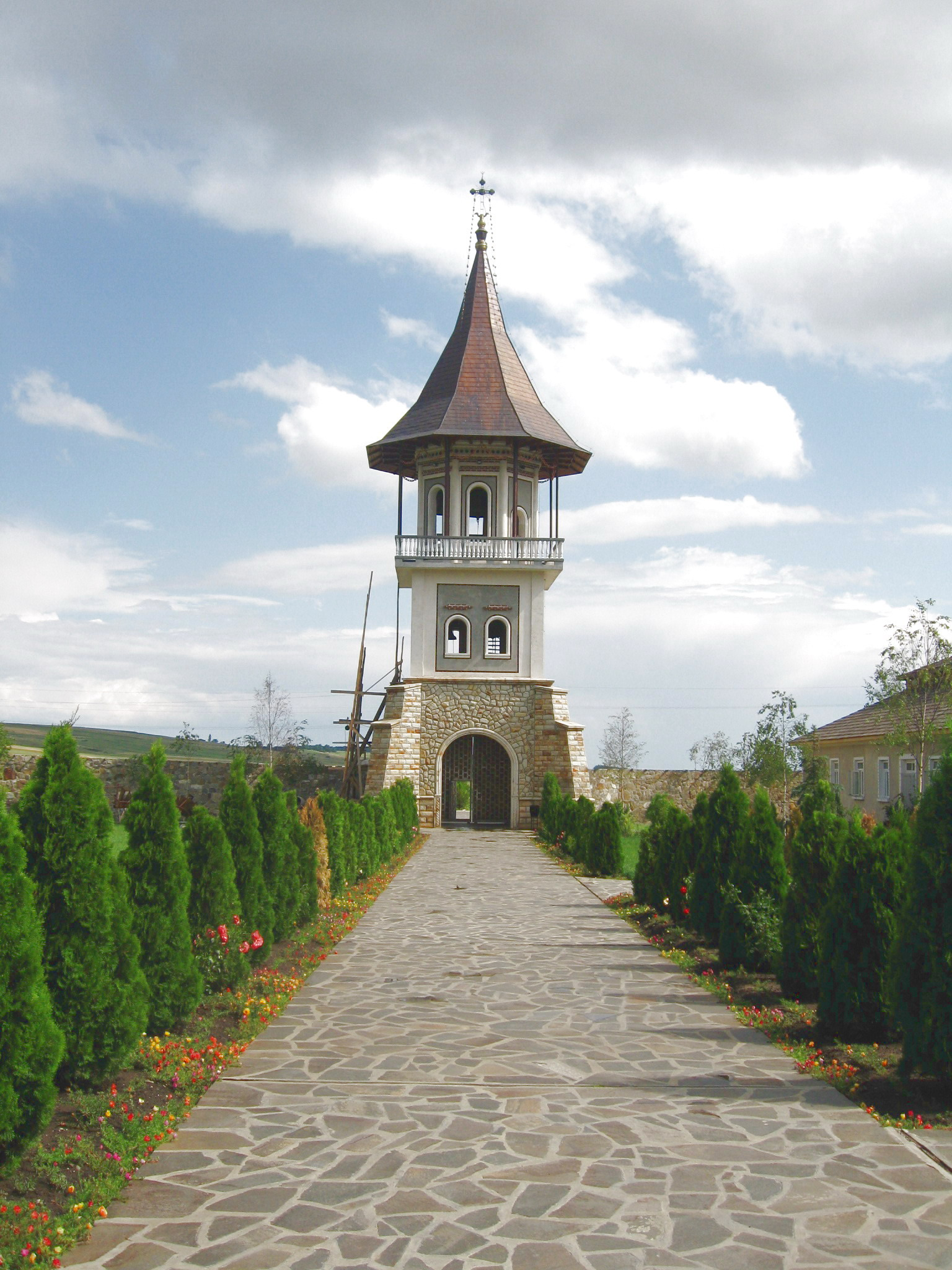
Turnul-clopotniţă privit din interiorul mănăstirii
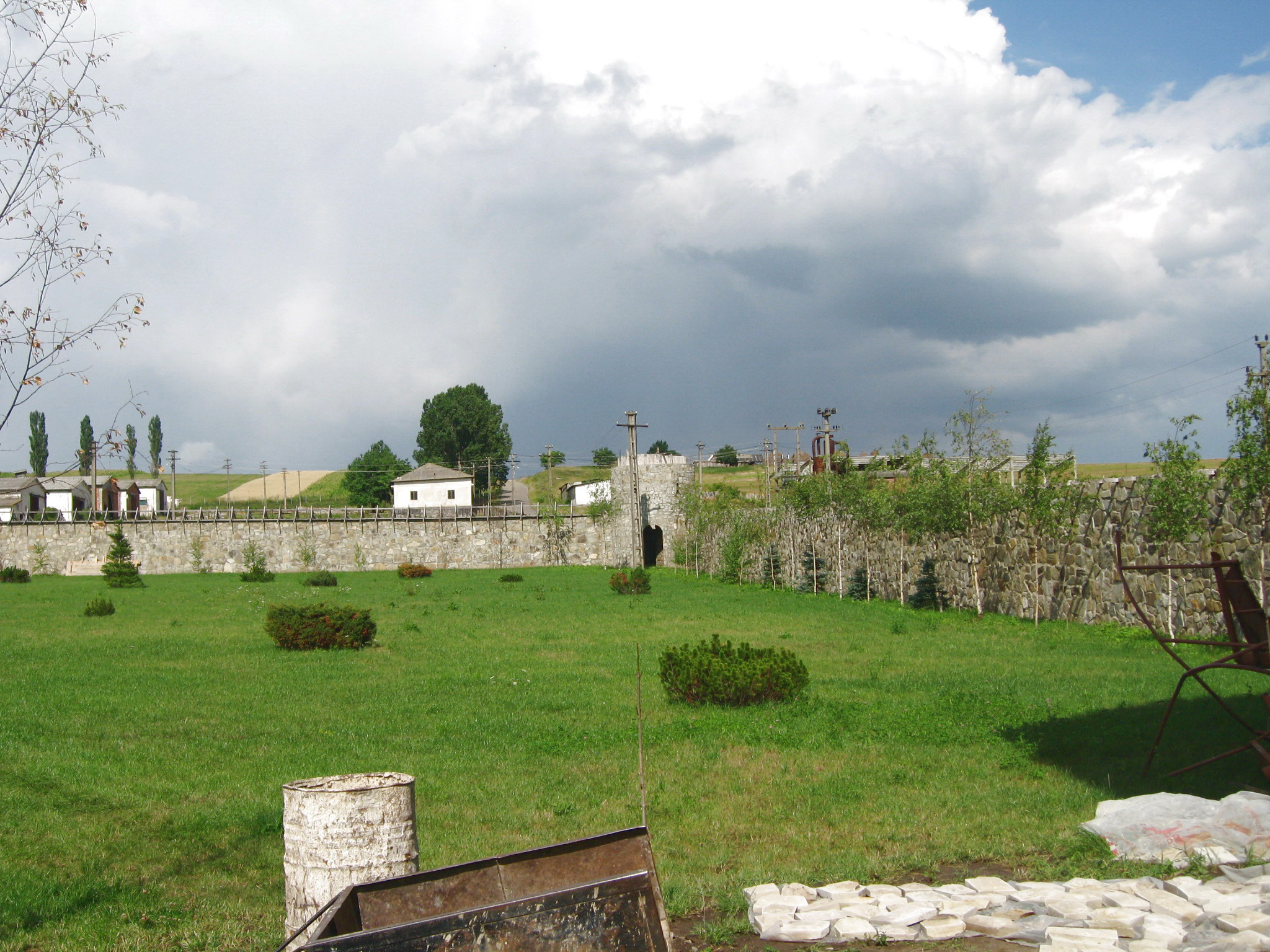
Zid de incintă
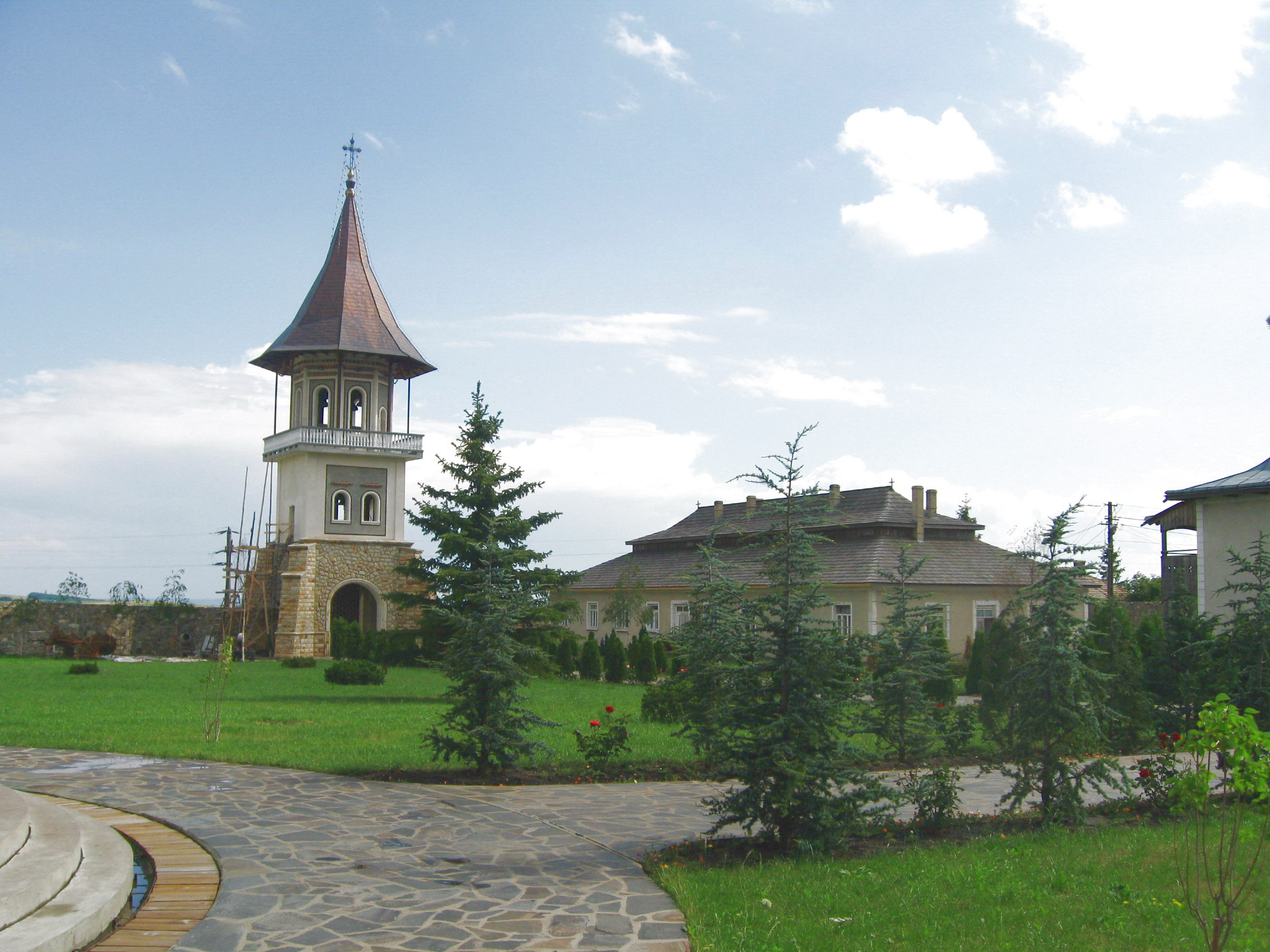
Imagine din curtea mănăstirii
Biserica mănăstirii
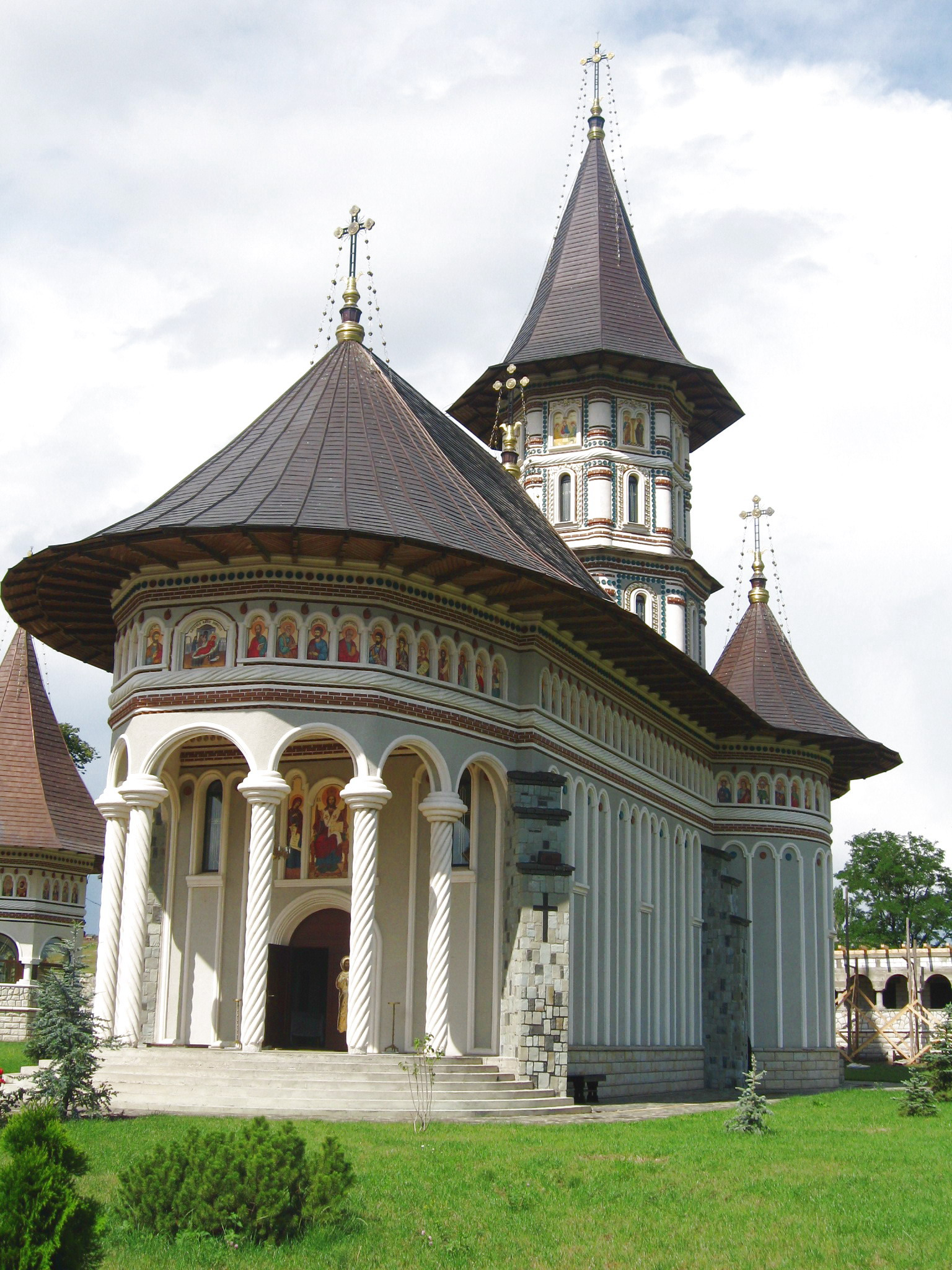
Biserica privită din faţă
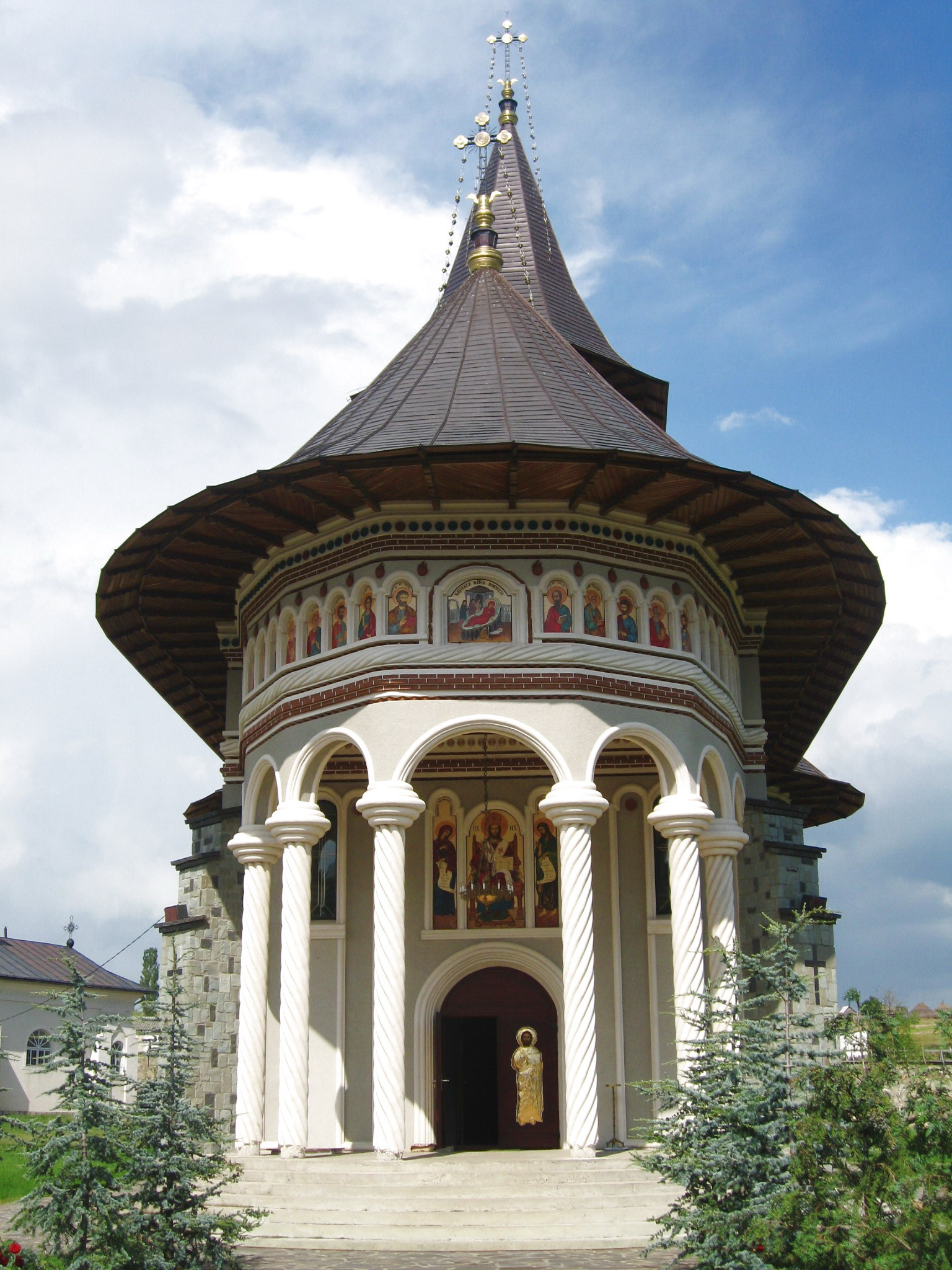
Biserica privită din faţă
Detalii decorative ale turlei bisericii
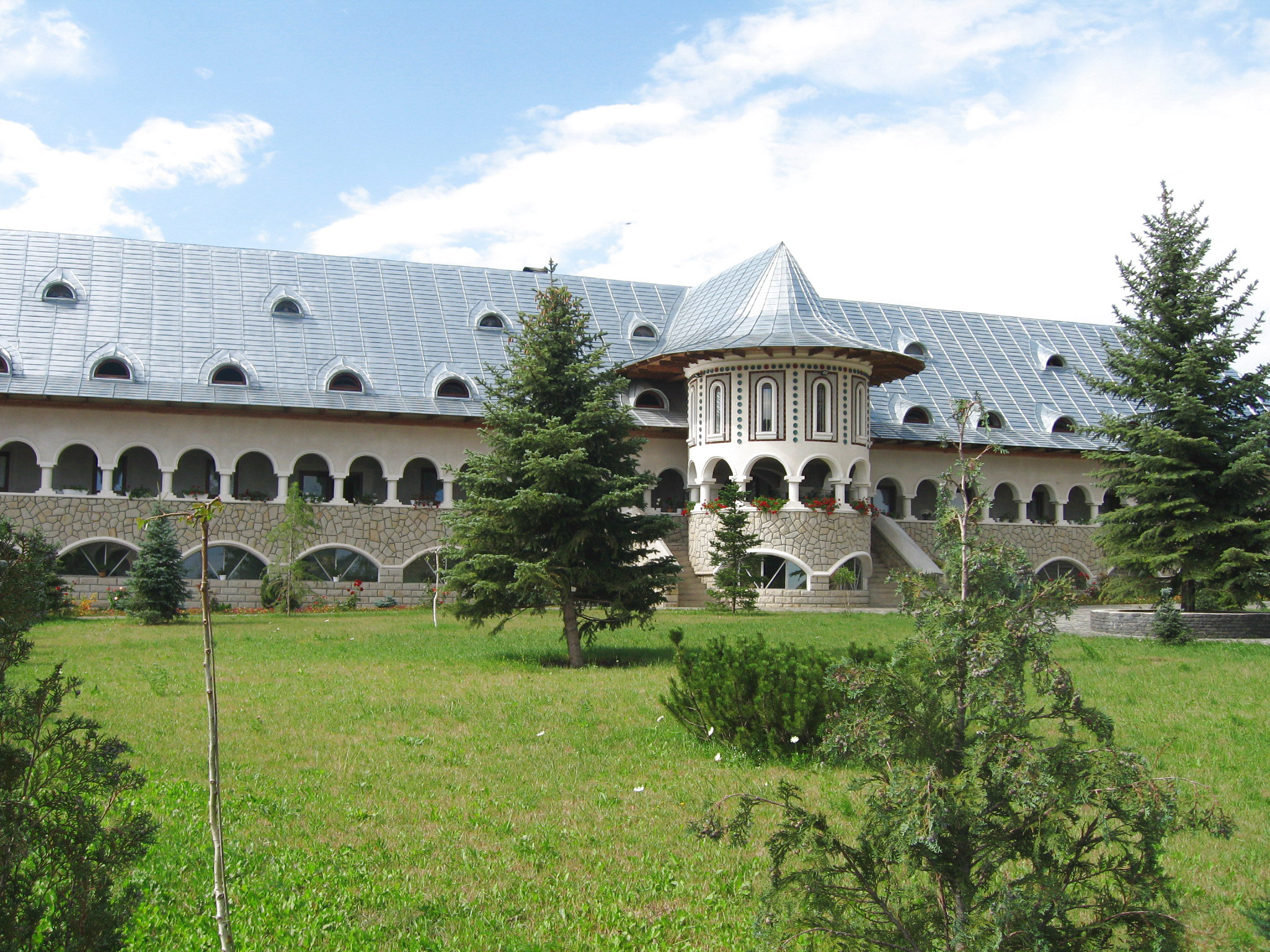
Stăreţia
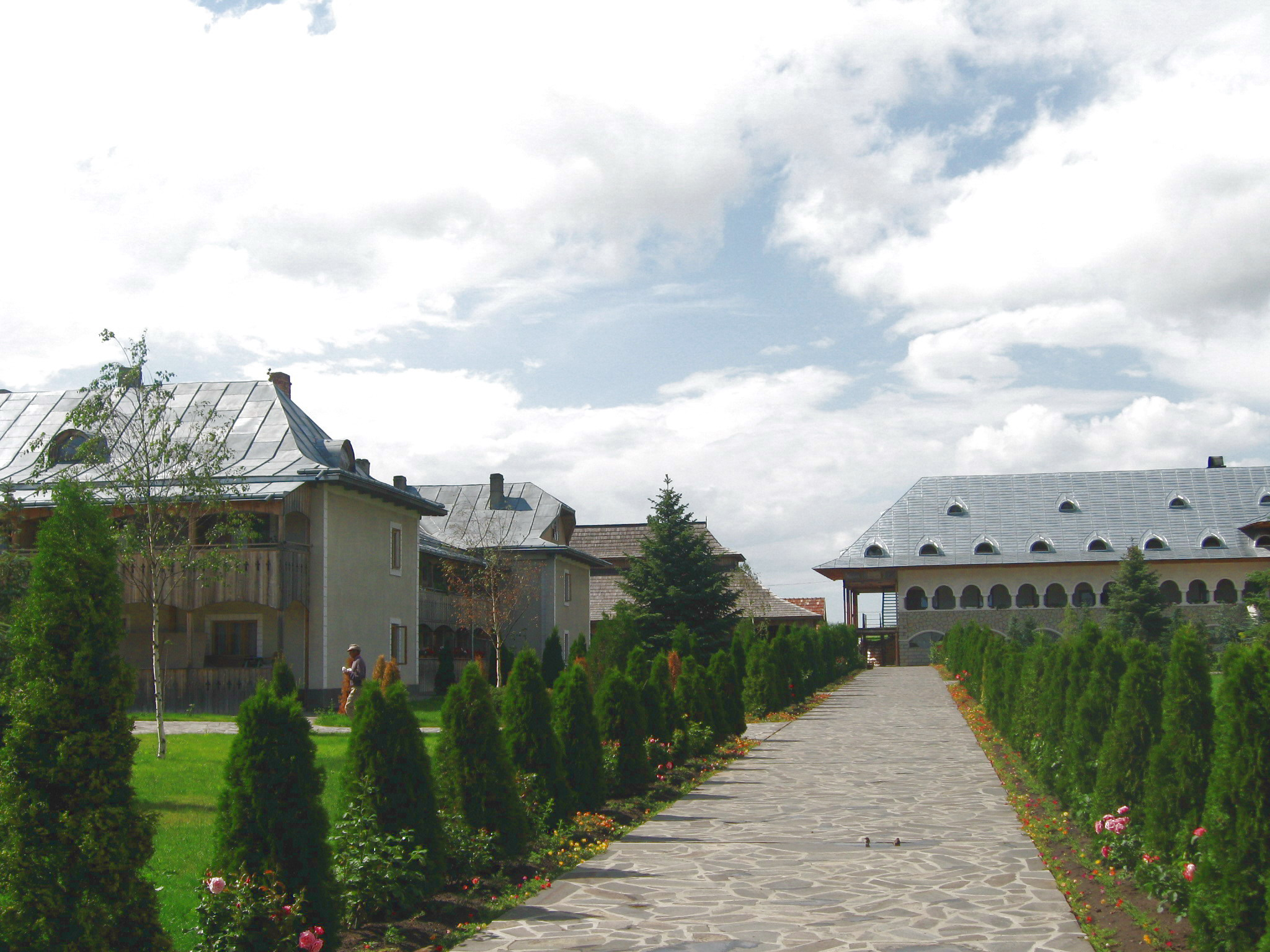
Corpuri de chilii. În faţă se află stăreţia.
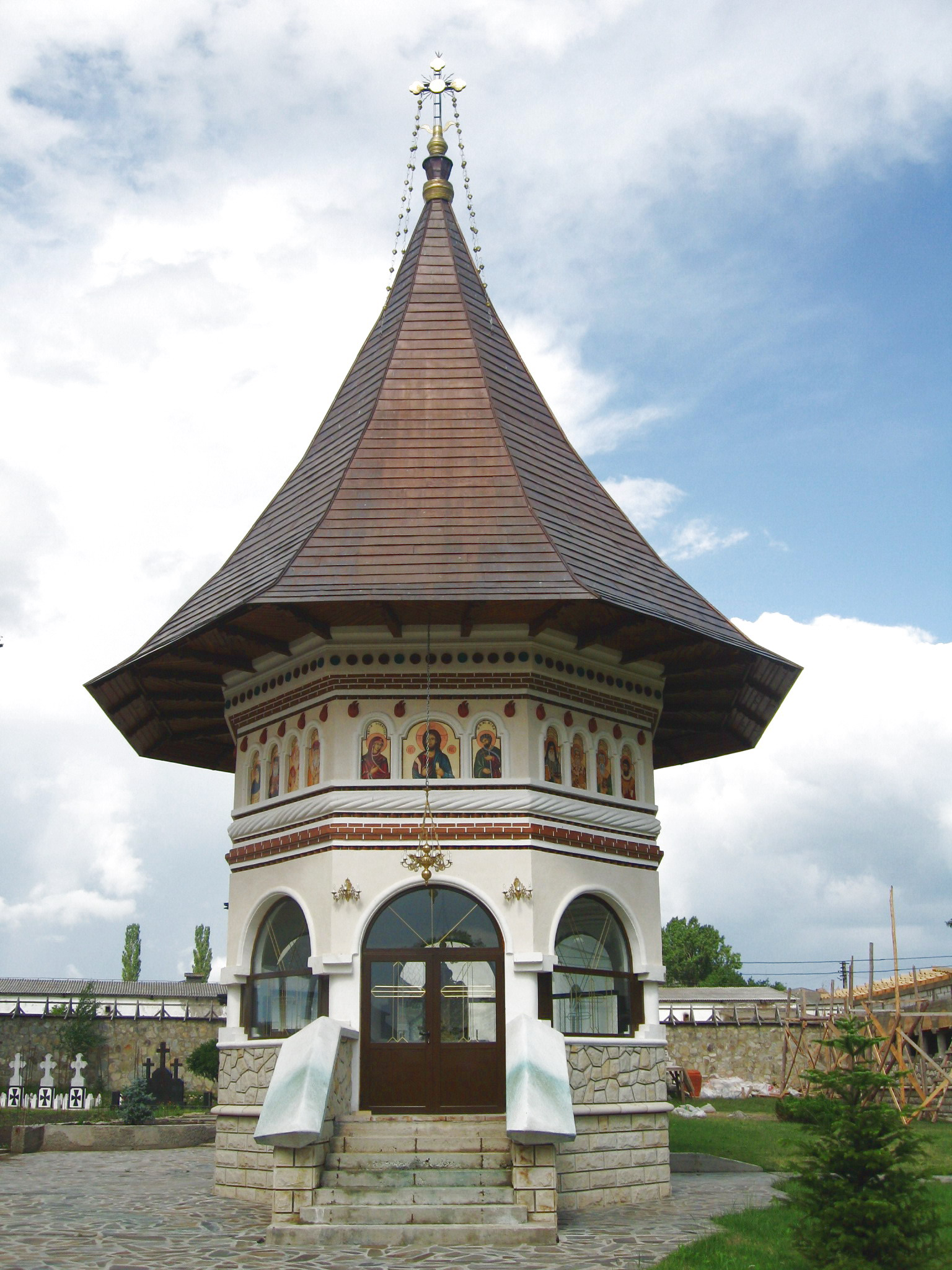
Casa mortuară
Lumânărarul
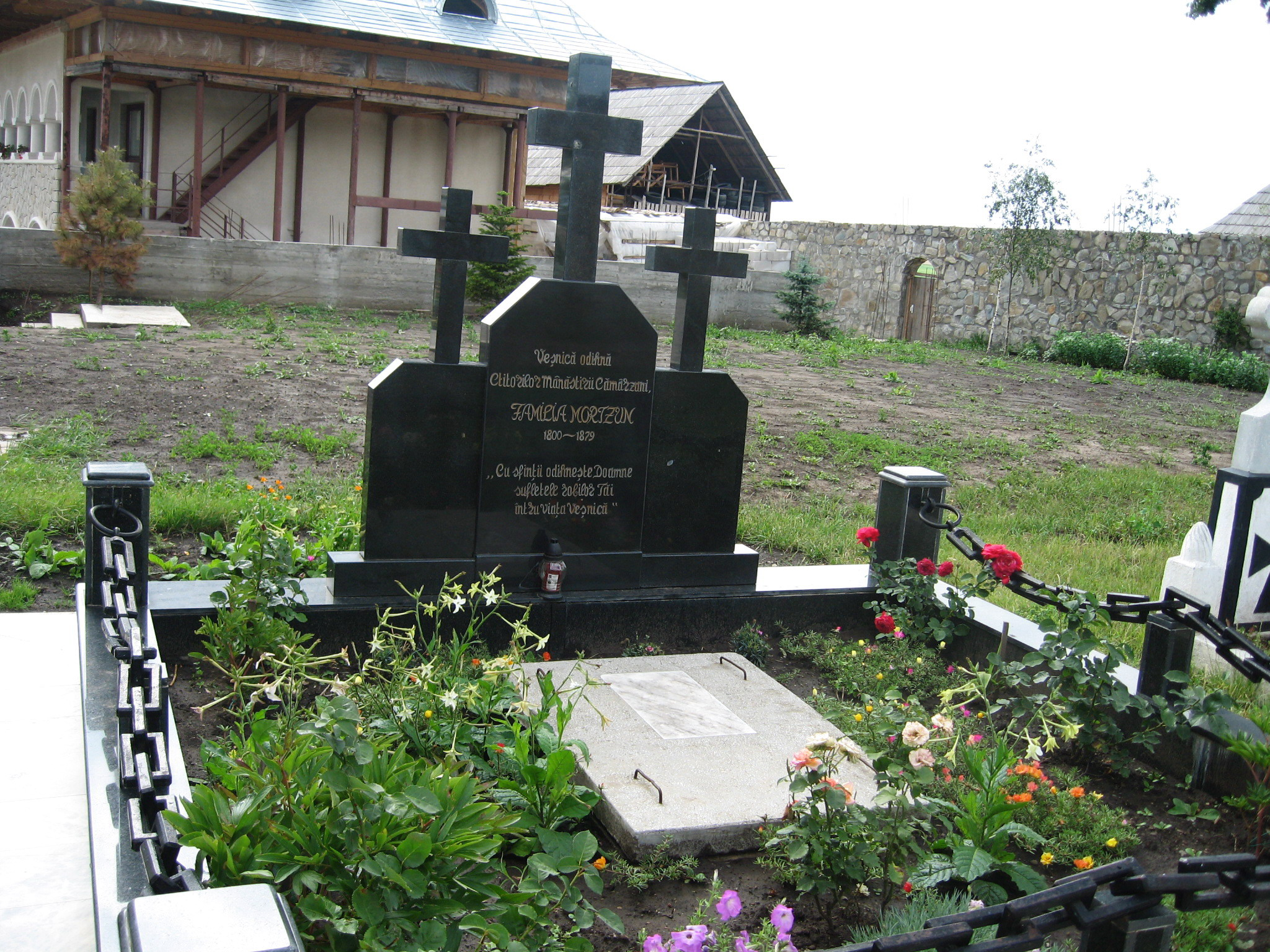
Mormântul familiei Mortzun, ctitorii Mănăstirii
Mormântul PS Gherasim Putneanul